# Ardisia banghamii
Ardisia banghamii är en viveväxtart som beskrevs av Elmer Drew Merrill. Ardisia banghamii ingår i släktet Ardisia och familjen viveväxter. Inga underarter finns listade i Catalogue of Life.